# Théorie de l'onde pilote
Pour les articles homonymes, voir onde (homonymie).
Ne doit pas être confondu avec Guide d'ondes.

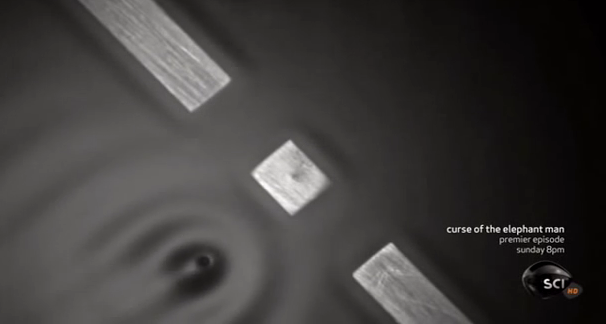
Expérience de Couder matérialisant l'interprétation de l'onde pilote dans l'expérience des fentes d'Young.

La théorie de l'onde pilote est une théorie développée par Louis de Broglie dans les années 1924-1927, visant à donner une interprétation à la dualité onde-corpuscule. Cette théorie découle des idées présentées dans sa célèbre thèse de 1924 (voir hypothèse de De Broglie) qui fut à l'origine de la mécanique ondulatoire, et a été présentée en 1927 sous le titre de « théorie de la double solution ».
Louis de Broglie présente lui-même cette théorie en ces termes :
« Je cherchais donc à me représenter la dualité onde-corpuscule par une image spatiale où le corpuscule serait le centre d'un phénomène ondulatoire étendu. Je fus ainsi amené à envisager, à côté des solutions continues des équations de la Mécanique ondulatoire habituellement considérées dont la signification statistique s'imposait de plus en plus, d'autres solutions comportant une singularité et permettant de définir la position dans l'espace du corpuscule. »
Elle fut présentée au conseil Solvay de 1927 mais eut « peu d'audience » : 
« M. Pauli fit à mes conceptions de sérieuses objections auxquelles j'entrevoyais une réponse possible, mais sans pouvoir la préciser entièrement. M. Schrödinger, ne croyant pas à l'existence des corpuscules, ne pouvait me suivre. MM. Bohr, Heisenberg, Born, Pauli, Dirac, etc., développaient l'interprétation purement probabiliste que j'ai déjà désignée plus haut sous le nom d'interprétation actuellement orthodoxe. Lorentz, président du Conseil, ne pouvait admettre une semblable interprétation [...] »
Qualifiée par De Broglie d'« idée tronquée et peu défendable », de version « édulcorée » de sa théorie de la double solution, la théorie fut reprise « avec talent » par David Bohm en 1952 pour donner la théorie de De Broglie-Bohm, qui est qualifiée aujourd'hui de paradigme de théorie quantique à variables cachées, même si John Stewart Bell, les autres bohmiens et certains observateurs récusent cette appellation.

## Histoire de la théorie

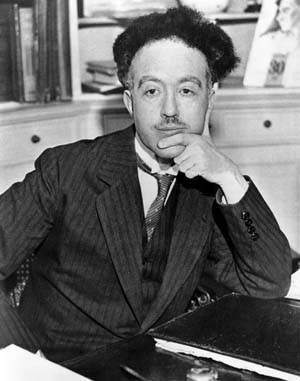
Louis De Broglie

En 1926, le physicien Erwin Schrödinger établit la mécanique ondulatoire, en rapprochant l'hypothèse de De Broglie et la mécanique analytique d'Hamilton-Jacobi, et produit la fameuse équation qui porte son nom.
La mécanique ondulatoire engendrait un certain nombre de questions fondamentales :
- La question de la signification physique de l'onde dont la mécanique ondulatoire décrit les propriétés : est-ce que l'onde décrivait une onde réelle de nature inconnue, ou était un simple modèle mathématique à signification uniquement statistique ?
- La question de la place de la notion de particule, et de la dualité onde-corpuscule : selon la mécanique ondulatoire, toute l'information est contenue dans la fonction d'onde ; il n'y a pas de place a priori pour la notion de corpuscule, et des notions comme la trajectoire des corpuscules perdent leur sens.

Louis de Broglie n'acceptait pas une perte de réalité de la notion de corpuscule et de sa trajectoire. Il rechercha donc, entre 1924 et 1927, une théorie qui permettrait de donner un sens physique aussi bien à la fonction d'onde de Schrödinger qu'au concept de corpuscule. Cette théorie est la théorie de l'onde pilote.
La théorie de l'onde pilote semblait apporter un éclairage satisfaisant au problème de la dualité onde-corpuscule : elle apportait une compréhension de l'articulation des deux concepts : l'onde, de nature physique non spécifiée, mais réelle, sert de « guide » à une particule qui n'est autre qu'une singularité de cette onde. L'expérience des fentes de Young, qui met particulièrement en évidence la dualité onde-corpuscule, s'explique de manière aisée et compréhensible.
La théorie de l'onde pilote fut présentée au congrès Solvay de 1927 et y reçut un accueil réservé. La théorie était encore dans un état peu développé et comportait trop de faiblesses mathématiques et physiques pour convaincre les physiciens dont la plupart  étaient déjà acquis à l'interprétation probabiliste de Born. Ceux qui y étaient réticents, Schrödinger et Einstein, émirent eux aussi des réserves. Schrödinger ne croyait pas en la solution singulière de la fonction d'onde : pour lui, seules les solutions régulières avaient une signification physique. Einstein, viscéralement opposé au concept de singularité, ne pouvait accepter la solution singulière. Toutefois, Einstein encouragea en privé De Broglie à poursuivre ses recherches dans cette voie.
La théorie fut ignorée par les physiciens de l'époque pendant une trentaine d'années, avant d'être reprise et développée par David Bohm en 1952. Cette théorie corrigea les principales faiblesses mathématiques et physiques de la théorie de l'onde pilote[réf. nécessaire].
Toutefois, cette théorie de De Broglie-Bohm n'est toujours pas considérée comme satisfaisante par la plupart des physiciens étant donné des problèmes restant par rapport à la relativité restreinte, et les nombreux éléments apportant de plus en plus de contraintes et conditions aux théories quantiques à variables cachées.

## Définition
La théorie de l'onde pilote, dite également théorie de la double solution, repose sur une  analogie hydro-dynamique de l'équation de propagation de la fonction d'onde, l'équation de Schrödinger (analogie déjà signalée auparavant par le physicien allemand Erwin Madelung).
L'onde est associée, par cette analogie, à un fluide fictif dont la densité correspond en tout point à l'intensité de l'onde au même point, et dont les lignes de courant sont analytiquement définissables à partir de l'équation de propagation.
Cette analogie seule ne suffit pas à modéliser le problème de la dualité onde-corpuscule, car elle fournit un ensemble de lignes de courant, et donc un ensemble de trajectoires possibles, de probabilités différentes, pour une particule. Le concept de particule, ayant une trajectoire déterminée, n'apparait pas encore.
Pour faire apparaitre le concept de particule, qui selon De Broglie doit être un élément de réalité, celui-ci tente de montrer que l'équation d'onde possède — en plus des lignes de courant — une deuxième solution (d'où le nom de la théorie) consistant en une singularité mobile, assimilable à un corpuscule.
Il reste à associer les deux solutions afin de donner un sens à la dualité onde-corpuscule. La clé de la théorie est le théorème de guidage qui permet d'associer les deux solutions : d'après ce théorème, si l'équation d'onde admet une deuxième solution singulière possédant les mêmes lignes de courant, alors la singularité est mobile et suit nécessairement une des lignes de courant.

### Équations
En prenant une onde {\displaystyle \Psi (t,{\vec {r}})=R(t,{\vec {r}})e^{i\phi (t,{\vec {r}})/\hbar }} solution de l'équation de Schrödinger, on obtient une formule de guidage qui définit la vitesse de la particule. Dans le cas où la particule a une charge {\displaystyle q}, une masse propre {\displaystyle m_{0}}, et est dans un champ électromagnétique dérivant d'un potentiel scalaire {\displaystyle V} et d'un potentiel vecteur {\displaystyle {\vec {A}}}, sa vitesse {\displaystyle {\vec {v}}} est donnée par :
{\displaystyle {\vec {v}}={\frac {c^{2}}{{\partial \phi  \over \partial t}-qV}}\left(-{\vec {\nabla }}\phi -q{\vec {A}}\right)}
Dans l'approximation non relativiste, et en l'absence de potentiel vecteur, cette équation devient :
{\displaystyle {\vec {v}}=-{1 \over m_{0}}{\vec {\nabla }}\phi }
Par ailleurs, la particule obéit à l'équation de continuité du « fluide fictif » :
{\displaystyle {\partial \rho  \over \partial t}+\operatorname {div} (\rho {\vec {v}})=0}
où {\displaystyle \rho =R^{2}}.